# Grundfos
La Grundfos è una azienda danese nata sul finire della seconda guerra mondiale, nel 1945 a Bjerringbro, Danimarca, fondata da Poul Due Jensen. Inizialmente si chiamava "Bjerringbro Pressestøberi og Maskinfabrik" sino al 1967, quando prese il nome di GRUNDFOS.
Con una produzione annuale di più di 16 milioni di pompe e sistemi di pompaggio, Grundfos è l'azienda leader nel suo settore a livello globale. Le pompe di circolazione per riscaldamento e condizionamento come anche le altre pompe centrifughe destinate al settore industriale, all'approvvigionamento idrico, alla fognatura e al dosaggio sono alcuni dei principali prodotti di Grundfos. Al giorno d'oggi Grundfos è uno dei più grandi produttori di circolatori ed ha una quota di mercato pari al 50% del mercato globale.
Inoltre, Grundfos produce motori standard e sommergibili e anche componenti elettronici per il monitoraggio e il controllo delle pompe. Altri prodotti sono realizzati dalle divisioni BioBooster e Lifelink, che sono parte delle nuove attività di business della società. Grundfos ha introdotto il marchio Grundfos Blueflux, marchio tecnologico, che ha lo scopo di assicurare che i componenti siano dotati di elevata efficienza energetica.

## La fondazione Poul Due Jensen
Istituita nel 1975 per volontà di Poul Due Jensen, la Fondazione che porta il suo nome è la principale azionista della Grundfos Holding A/S detenendo l'87,6% delle quote. La famiglia Due Jensen ed i dipendenti della società possiedono rispettivamente il 10,6% e l'1,8%.
Lo scopo della Fondazione è di incrementare lo sviluppo economico del Gruppo Grundfos.

## Innovazione
Spingendo la tecnologia ai suoi massimi livelli seguendo nuove direzioni, la Grundfos ha aperto la strada a tecniche di fabbricazione e a una tecnologia di fabbricazione dell'elettropompe, ben presto adottate dalle altre principali aziende costruttrici. Tale filosofia di produzione in serie ha avuto inizio con la prima pompa centrifuga, la CP, realizzata negli anni '50, sulla base di un design modulare. In questo modo è stato possibile fornire molte versioni diverse partendo da componenti standard.
Il successivo miglioramento delle tecniche di lavorazione dell'acciaio inossidabile ha permesso la produzione in serie di pompe completamente in acciaio inox, mentre gli stessi principi sono stati applicati alle nuove pompe in titanio. Ciascuna fase ha modificato in modo sostanziale il concetto di resistenza alla corrosione di una pompa, al punto che oggi neppure l'acqua di mare rappresenta più una minaccia.
Negli ultimi anni, l'attenzione è stata rivolta al miglioramento dell'efficienza e alla riduzione dei costi. La pompa a energia solare costituisce una delle soluzioni più rivoluzionarie per quanto riguarda il risparmio energetico. Negli anni '80, ha aperto una nuova strada con le pompe elettroniche regolate automaticamente.

## Produzione e distribuzione
Il Gruppo Grundfos, la cui casa madre si trova a Bjerringbro in Danimarca, è rappresentato da oltre 80 società di vendita, assistenza e produzione sparse in 55 nazioni.
Con una produzione di circa 16 milioni di pompe l'anno, ha stabilimenti produttivi in: Cina, Danimarca, Germania, Ungheria, Russia, Taiwan, California, Texas, Indianapolis, Chicago, UK, Francia, Messico, Serbia, Singapore.

## Regioni vendita
Il proprio mercato è stato suddiviso per ovvi motivi logistici nonché strategici nel seguente modo:
- EMEA (Europa, Medio Oriente, Africa)
- America
- Asia e Pacifico
- Cina